# Wahlen 1869
◄◄ | ◄ | 1865 | 1866 | 1867 | 1868 | Wahlen 1869 | 1870 | 1871 | 1872 | 1873 | ► | ►►

Weitere Ereignisse
Die Liste der Wahlen 1869 umfasst Parlamentswahlen, Präsidentschaftswahlen, Referenden und sonstige Abstimmungen auf nationaler und subnationaler Ebene, die im Jahr 1869 weltweit abgehalten wurden.
Das damalige Wahlrecht entsprach typischerweise nicht den Wahlrechtsgrundsätzen der direkten, geheimen und gleichen Wahl. Zeittypisch waren oft nur kleine Teile der Bevölkerung wahlberechtigt, ein Frauenwahlrecht gab es nur eingeschränkt.

## Termine
| Land              | Datum               | Link zur Wahl 1869                                 | Link zur letzten Wahl | Bemerkung                                                                            |
| ----------------- | ------------------- | -------------------------------------------------- | --------------------- | ------------------------------------------------------------------------------------ |
| Spanien           | 15.–18. Jan.        | Wahl zur Verfassunggebenden Versammlung in Spanien |                       | Gewählte Versammlung beschließt im Juni 1869 die Spanische Verfassung von 1869       |
| Österreich-Ungarn | 9.–13. März         | Parlamentswahl in Ungarn                           |                       | Erste Wahl in Ungarn nach dem österreichisch-ungarischen Ausgleich                   |
| Liechtenstein     | 18. und 19. Apr.    | Landtagswahl in Liechtenstein                      | 1866                  |                                                                                      |
| Frankreich        | 8. Mai              | Plebiszit in Frankreich                            |                       | Abstimmung über Änderung der Verfassung zum Übergang zur konstitutionellen Monarchie |
| Griechenland      | 16. Mai             | Parlamentswahl in Griechenland                     |                       |                                                                                      |
| Frankreich        | 24. Mai und 7. Juni | Parlamentswahl in Frankreich                       |                       |                                                                                      |
| Schweiz           | 31. Oktober         | Parlamentswahlen                                   | 1866                  |                                                                                      |